# Księżyzna (powiat węgrowski)
Księżyzna – kolonia w Polsce położona w województwie mazowieckim, w powiecie węgrowskim, w gminie Stoczek.
W latach 1975–1998 miejscowość należała administracyjnie do województwa siedleckiego.
Urodził się tu Stanisław Zadrożny – polski działacz konspiracji niepodległościowej w czasie II wojny światowej, dziennikarz.
Wierni kościoła rzymskokatolickiego należą do parafii św. Stanisława Biskupa Męczennika w Stoczku.
Przez kolonię przepływa rzeka Ugoszcz.